# Gerhard Frömel
Gerhard Frömel (* 1941 in Grieskirchen) ist ein österreichischer Maler, Grafiker, Bildhauer, Objektkünstler und Hochschullehrer.

## Leben und Wirken
Nach Absolvierung einer Schildmalerlehre von 1955 bis 1959 und einigen Jahren Berufsausübung studierte Frömel von 1965 bis 1969 Gebrauchsgrafik bei Erich Buchegger an der Kunstschule Linz. Von 1975 bis 2003 lehrte er an der Hochschule für künstlerische und industrielle Gestaltung Linz. Seit 1975 setzte er sich mit Konstruktiver/Konzeptueller Kunst auseinander. Der Künstler ist seit 1982 Mitglied der Künstlervereinigung MAERZ. Er lebt in Wolfsegg am Hausruck und in Hallein-Rehhof.

## Werke
Seine Arbeiten zählen zu der sich auf einige wesentliche Formen und Inhalte reduzierenden konkreten Kunst. Der künstlerische Weg führt vom Bild zum Objekt und zur Rauminstallation. Der Künstler bringt sein Suchen nach einer neuen Lebensqualität durch Begegnung zum Ausdruck. Speziell die Objekte und Rauminstallationen beziehen den Betrachter in starkem Maße in diese Suche mit ein und erfordern dessen Konzentration. Seine Arbeiten befinden sich in zahlreichen öffentlichen Sammlungen.

## Ausstellungen
Frömel präsentiert seine Werke seit 1979 im Rahmen von Einzel- und Gemeinschaftsausstellungen in öffentlichen und privaten Galerien im In- und Ausland.